# Tár
Tár (in hoofdletters gestileerd als TÁR) is een muzikale dramafilm uit 2022, geschreven en geregisseerd door Todd Field en met in de hoofdrol Cate Blanchett als een gerenommeerde dirigente en componiste in de internationale wereld van klassieke muziek genaamd Lydia Tár.

## Verhaal
Het verhaal gaat over het fictieve personage Lydia Tár, de eerste vrouw die ooit werd uitgenodigd als chef-dirigent van een groot Duits orkest. De wereldberoemde musicus moest zich bewijzen in een door mannen gedomineerd beroep, om zich te verdedigen tegen institutioneel seksisme. Lydia wordt gevolgd door haar dagelijkse leven in de Duitse hoofdstad, haar orkestrepetities van de vijfde symfonie van Gustav Mahler tot aan de uitvoering daarvan. De ambitieuze vrouw heeft moeite om haar professionele en privéleven te scheiden, wat tot mogelijke gevolgen kan leiden. 

## Rolverdeling
| Acteur         | Personage     |
| -------------- | ------------- |
| Cate Blanchett | Lydia Tár     |
| Noémie Merlant | Francesca     |
| Nina Hoss      | Sharon        |
| Sophie Kauer   | Olga Metkina  |
| Julian Glover  | Andris Davis  |
| Allan Corduner | Sebastian     |
| Sydney Lemmon  | Whitney Reese |
| Mark Strong    | Eliot Kaplan  |

## Release
De film ging in première op 1 september 2022 op het Filmfestival van Venetië.

## Ontvangst
Op Rotten Tomatoes heeft Tár een waarde van 100% en een gemiddelde score van 8,4/10, gebaseerd op 32 recensies. Op Metacritic heeft de film een gemiddelde score van 92/100, gebaseerd op 17 recensies.

## Prijzen en nominaties
De belangrijkste:
| Jaar | Prijs                       | Categorie                         | Genomineerde(n)                                                         | Uitslag     |
| ---- | --------------------------- | --------------------------------- | ----------------------------------------------------------------------- | ----------- |
| 2022 | Filmfestival van Venetië    | Gouden Leeuw                      | Todd Field                                                              | Genomineerd |
| 2022 | Filmfestival van Venetië    | Coppa Volpi voor beste actrice    | Cate Blanchett                                                          | Gewonnen    |
| 2022 | Filmfestival van Venetië    | Queer Lion                        | Todd Field                                                              | Genomineerd |
| 2023 | Golden Globes               | Beste film – drama                | Beste film – drama                                                      | Genomineerd |
| 2023 | Golden Globes               | Beste actrice in een film – drama | Cate Blanchett                                                          | Gewonnen    |
| 2023 | Golden Globes               | Beste script                      | Todd Field                                                              | Genomineerd |
| 2023 | Critics Choice Awards       |                                   |                                                                         |             |
| 2023 | Beste film                  | Beste film                        | Genomineerd                                                             |             |
| 2023 | Beste vrouwelijke hoofdrol  | Cate Blanchett                    | Gewonnen                                                                |             |
| 2023 | Beste regisseur             | Todd Field                        | Genomineerd                                                             |             |
| 2023 | Beste originele scenario    | Todd Field                        | Genomineerd                                                             |             |
| 2023 | Beste montage               | Monika Willi                      | Genomineerd                                                             |             |
| 2023 | Beste filmmuziek            | Hildur Guðnadóttir                | Gewonnen                                                                |             |
| 2023 | British Academy Film Awards | Beste film                        | Beste film                                                              | Genomineerd |
| 2023 | British Academy Film Awards | Beste regisseur                   | Todd Field                                                              | Genomineerd |
| 2023 | British Academy Film Awards | Beste originele scenario          | Todd Field                                                              | Genomineerd |
| 2023 | British Academy Film Awards | Beste vrouwelijke hoofdrol        | Cate Blanchett                                                          | Gewonnen    |
| 2023 | British Academy Film Awards | Beste geluid                      | Deb Adair, Stephen Griffiths, Andy Shelley, Steve Single & Roland Winke | Genomineerd |
| 2023 | Satellite Awards            | Beste dramafilm                   | Beste dramafilm                                                         | Genomineerd |
| 2023 | Satellite Awards            | Beste actrice in een dramafilm    | Cate Blanchett                                                          | Genomineerd |
| 2023 | Satellite Awards            | Beste origineel script            | Todd Field                                                              | Genomineerd |
| 2023 | Satellite Awards            | Beste montage                     | Monika Willi                                                            | Genomineerd |
| 2023 | Academy Awards (Oscars)     | Beste film                        | Beste film                                                              | Genomineerd |
| 2023 | Academy Awards (Oscars)     | Beste regisseur                   | Todd Field                                                              | Genomineerd |
| 2023 | Academy Awards (Oscars)     | Beste vrouwelijke hoofdrol        | Cate Blanchett                                                          | Genomineerd |
| 2023 | Academy Awards (Oscars)     | Beste originele scenario          | Todd Field                                                              | Genomineerd |
| 2023 | Academy Awards (Oscars)     | Beste camerawerk                  | Florian Hoffmeister                                                     | Genomineerd |
| 2023 | Academy Awards (Oscars)     | Beste montage                     | Monika Willi                                                            | Genomineerd |